# کتاب عاموس

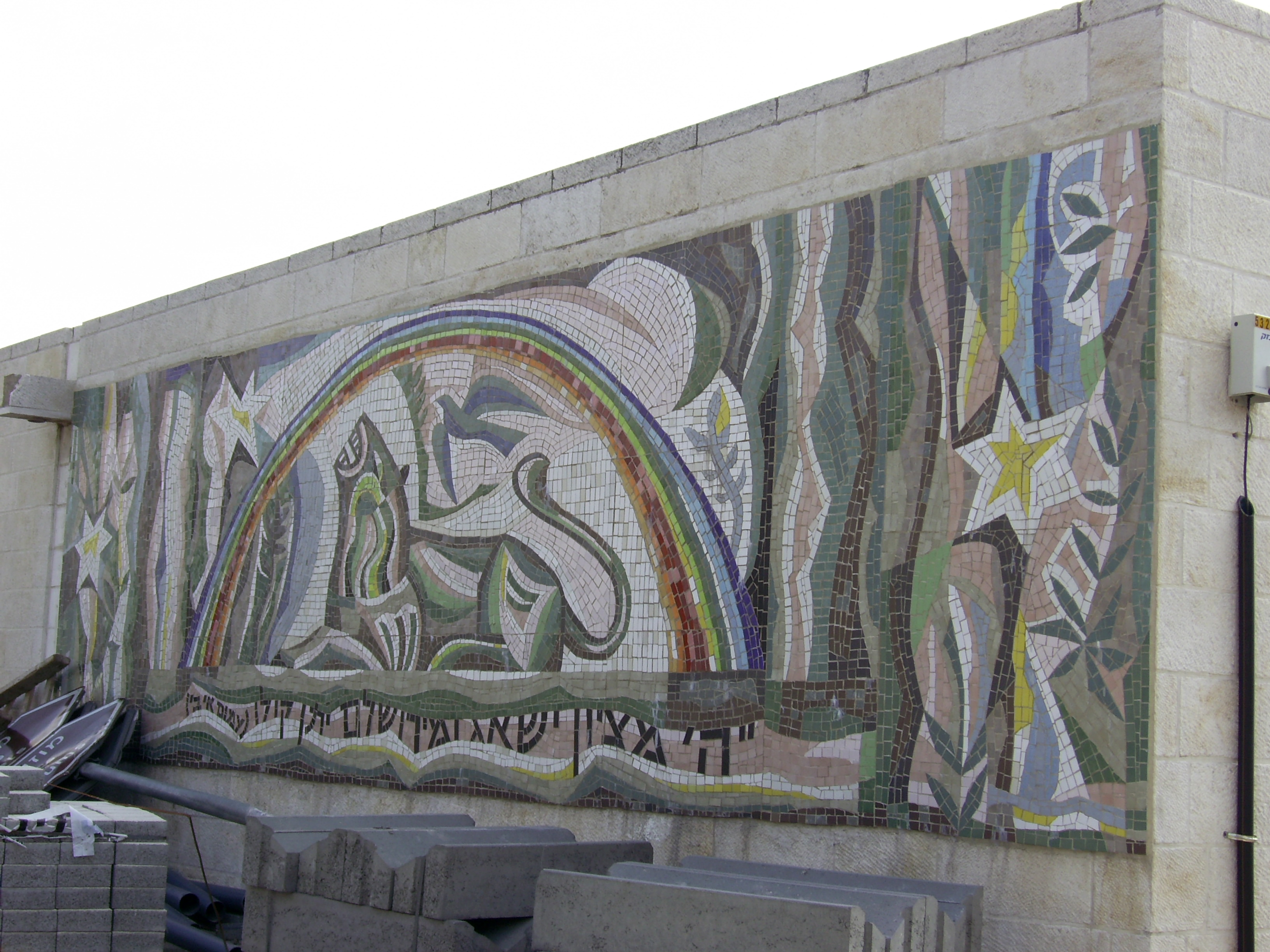
اورشلیم،گوشه سدروت هرتزل و سدروت ولفسون، موزاییک شیر با آیه کتاب مقدس: "خداوند از صهیون غرش خواهد کرد و صدای خود را از اورشلیم خواهد گفت" عاموس 1: 2.

کتاب عاموس(به انگلیسی: Book of Amos) یک کتاب در کتاب مقدس عبری (عهد عتیق و تنخ) بخش مربوط به پیامبران کهین است که منتسب به عاموس است، پیامبر قدیمی‌تر و معاصر هوشع و اشعیا, که حول و حوش ۷۵۰ پیش از میلاد فعال بود. کتاب عاموس درباره عاموس است و باب اول آن نبواتی است که بر ضد طوایف اطرافی انجام داده است اما موضوع مخصوص نبوات او ده سبط اسرائیل است و البته وی حکم الهی برای عذاب آنان اعلام می‌دارد و با این حال کتابش با کلمات فرح‌آمیز و تسلی‌بخش ختم می‌شود. 